# Alvan Wentworth Chapman
Alvan Wentworth Chapman, auch Alvin Wentworth Chapman (* 28. September 1809 in Southampton, Massachusetts; † 6. April 1899 in Apalachicola, Florida) war ein amerikanischer Arzt und Botaniker. Sein offizielles botanisches Autorenkürzel lautet „Chapm.“

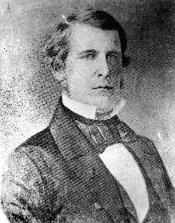
Alvan Wentworth Chapman, circa 1855

## Leben
Chapman schloss seine Ausbildung am Amherst College, Massachusetts, 1830 als Absolvent (B.A.) ab. 1833 nahm er ein Medizinstudium auf. 1835 zog er nach Florida, wo er nach Stationen in Quincy und Marianna 1847 nach Apalachicola zog. Er begann, sich der Botanik zu widmen. Chapman trat in Kontakt mit Asa Gray und John Torrey, denen er unter anderem von ihm gesammelte Pflanzen zur Bestimmung sandte.
1866 wurde Chapman in die American Academy of Arts and Sciences gewählt.

## Ehrungen
Die Pflanzengattung Chapmannia Torr. et A. Gray aus der Familie der Hülsenfrüchtler (Fabaceae) ist nach ihm benannt worden. In Apalachicola sind die Chapman Elementary School und die Chapman Botanical Gardens zu seinen Ehren benannt.

## Werke
- Flora of the southern United States. 1860 (2. Auflage 1883, 3. Auflage 1897).